# شومسک
شهر شومسک (به اوکراینی: Шумськ) در استان ترنوپیل در کشور اوکراین واقع شده‌است. جمعیت این شهر ۵٬۱۶۱ نفر  است.